# Cagayan Valley
Cagayan Valley oder Region II (Filipino: Lambak ng Cagayan) ist eine philippinische Region im Norden der Insel Luzon.
Das Verwaltungszentrum ist Tuguegarao.
Zu der Region gehören 5 Provinzen:
- die Inselprovinz Batanes (Fläche 219,01 km², 15.974 Einwohner/2007) nördlich von Luzon
- Cagayan (9.295,75 km², 1.072.571) an der Nordküste Luzons
- Isabela (12.414,93 km², 1.401.495) an der Ostküste Luzons
- Nueva Vizcaya (3.975,65 km², 397.837) im Südwesten der Region
- Quirino (2.323,47 km², 327.123) im Süden der Region

mit 4 Städten:
- Tuguegarao (in Cagayan)
- Cauayan (in Isabela)
- Ilagan City
- Santiago City (autonome kreisfreie Stadt)

## Geografie

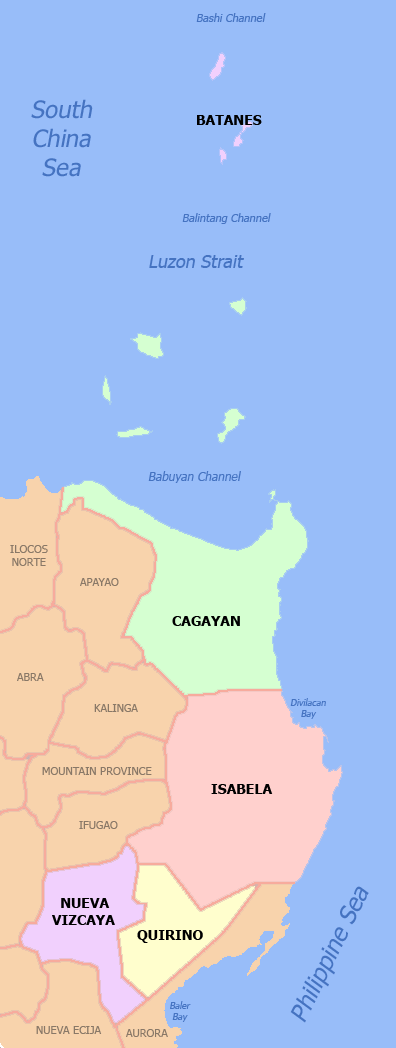
Provinzen der Region Cagayan Valley

Die Region liegt hauptsächlich in einem großen Tal zwischen den beiden Gebirgsketten Sierra Madre und der Cordillera Central. Im Süden erheben sich die Caraballo-Berge, in denen der gleichnamige Fluss Cagayan sein Hauptquellgebiet hat. Als längster Fluss des Bezirkes fließt er durch ein langes und breites Tal in Richtung Norden, das der Region ihren Namen gab. Weitere größere Flüsse sind der Abulug und der Rio Chico. Im Tal des Magat-Rivers, im Südwesten der Region, liegt der Magat-Stausee, dessen Wasserkraftwerk eine Leistung von 381 Megawatt hat.
Zum Verwaltungsgebiet der Region gehören die Inselgruppen Batanes und die Babuyan-Inseln in der Luzonstraße. Die östliche Küste der Region liegt an der Philippinensee. In der Region liegen die fünf aktiven Vulkane Camiguin de Babuyanes, Didicas, Babuyan Claro, Smith Volcano und der Cagua.

## Nationalparks und Naturschutzgebiete
- Kalbario-Patapat-Nationalpark
- Northern Sierra Madre Natural Park; ist das größte Naturschutzgebiet der Philippinen
- Palaui Island Marine Reserve
- North Eastern Cagayan Protected Landscape and Seascape
- Peñablanca Protected Landscape & Seascape
- Der Fuyot-Spring-Nationalpark in Ilagan City
- Bangan-Hill-Nationalpark
- Salinas Natural Monument

## Sehenswürdigkeiten
- Die Kirche San Mattias in der Gemeinde Tumauini (Provinz Isabela) und der Northern Sierra Madre Natural Park stehen seit 2006 auf der Vorschlagsliste zur Aufnahme in das UNESCO-Welterbeliste.
- Die archäologischen Ausgrabungsstätten im Cagayan Valley, die in der Region liegen, stehen seit 2006 auch auf der Vorschlagsliste der Philippinen zur Aufnahme in die Welterbeliste der UNESCO.
- In Gamu befinden sich die St. Rose de Lima Church, das St. Claire Monastery und der Shrine of Our Lady of the Visitation of Guibang.

## Bedeutende Bildungseinrichtungen
- Cagayan State University
- Isabela State University
- Nueva Vizcaya State University
- Philippine Normal University
- Saint Mary’s University